# Ањикур
Ањикур (фр. Hagnicourt) насеље је и општина у североисточној Француској у региону Шампањ-Арден, у департману Ардени која припада префектури Ретел.
По подацима из 2011. године у општини је живело 74 становника, а густина насељености је износила 12,87 становника/km². Општина се простире на површини од 5,75 km². Налази се на средњој надморској висини од 234 метара.

## Демографија
| 1962. | 1968. | 1975. | 1982. | 1990. | 1999. | 2011. |
| ----- | ----- | ----- | ----- | ----- | ----- | ----- |
| 79    | 82    | 69    | 72    | 59    | 64    | 74    |

График промене броја становника у току последњих година